# 오게임
오게임(OGame)은 독일의 게임포지 AG사에서 개발한 실시간 웹 게임으로, 전 세계적으로 200만 명 이상이 플레이하고 있는 우주를 배경으로 하는 자원관리 형태의 온라인 웹 게임이다. 2002년 10월 3일에 처음 나왔고, 대한민국에는 2006년 6월부터 서비스되기 시작하였다. 하지만 2006년 12월 27일에 대만에서 일어난 지진으로 오게임 한국서버를 연결하던 해저 광케이블이 절단됨에 따라 사이트 접속이 불가능해지기도 했다. 게임물관리위원회에서 웹 게임들을 심의하면서, 이 게임이 심의를 거부한다는 이유로 2007년 11월 28일 사이버경찰청에서 이 사이트(www.o-game.co.kr)를 차단하였다. 부족전쟁 등 대다수의 웹 게임들은 심의를 거쳐 국내에 정식 서비스를 시작한 반면, 게임포지 측에서는 도메인을 수 차례 변경하면서 차단을 회피하였다. 오게임은 2009년 11월 16일로 한국 서비스 정지를 결정했다.

## 게임의 주요 시스템
모든 플레이어는 '모성'이라는 행성 하나를 가지고 게임을 시작하게 된다. 각 플레이어는 광업소를 건설하여 자원을 얻을 수 있고, 함대를 구성하여 다른 행성을 약탈할 수 있으며, 방어시설을 지어 행성을 방어할 수 있다. 연구를 진행하면 더욱 발전된 함선이나 방어시설을 만들 수 있다.
플레이어는 자원 1,000을 사용할 때마다 1점을 얻게 되며, 이 점수는 실시간으로 갱신된다.

### 자원
오게임의 자원은 메탈, 크리스탈, 듀테륨, 암흑 물질, 에너지로 총 5가지이며, 암흑 물질과 에너지를 제외한 자원은 광업소를 통해 생산하거나 다른 행성을 약탈함으로써 얻을 수 있다.
- 메탈은 메탈 광업소에서 생산되며 가장 가치가 낮은 자원이다. 건물, 함선, 방어시설을 만들 때 일반적으로 가장 많이 소비된다.
- 크리스탈은 크리스털 광업소에서 생산되며 비교적 가치가 높은 자원이다. 연구를 진행할 때 가장 많이 소비되고, 일부 함선이나 방어시설의 경우도 대량의 크리스탈을 필요로 한다.
- 듀테륨은 듀테륨 정제소에서 생산되며 가장 가치가 높은 자원이다. 듀테륨은 함대의 연료로 사용되며 연구를 위해 다량이 소비되기도 한다. 일부 함선과 방어시설은 생산을 위해 듀테륨을 필요로 한다.
- 암흑 물질은 오게임의 사이버 머니이다. 암흑 물질을 이용해서 사령관, 장교등의 유료 옵션을 구입할 수 있다. 이 자원은 현금 결제나 원정 미션을 통해서만 얻을 수 있으며 약탈이나 운송이 불가능하다.
- 에너지는 태양광 발전소나 태양광 인공위성, 또는 핵융합로를 통해 생산되며 광업소를 가동하는 데 사용된다. 여분의 에너지는 저장되지 않는다.

### 건물
오게임의 건물에는 자원 생산을 위한 광업소와 함선밎 방어시설을 만드는 데 필요한 군수 공장, 연구를 하기 위한 연구소, 개발 시간을 줄여주는 로봇 공장과 나노 머신 공장, 자원을 보관하기 위한 탱크 등이 있다. 모든 건물들은 1레벨 증설할 때마다 1필드를 사용하며 행성에 존재하는 모든 필드를 사용한 경우 더 이상 건물의 건설이 불가능해진다. 이민선으로 만든 식민지의 경우 필드 수는 기본적으로 무작위이지만, 행성계의 4~6번대 행성의 필드가 비교적 높게 나오는 경향이 있다. 만약 필드 수가 적게 나온경우 유저는 식민지를 포기할 수 있다. 테라포머는 건설시 행성의 필드를 5필드 늘려준다.(자신이 1필드를 사용하기 때문에 결과적으로 4필드가 늘어난다. ex)162/163 -> 163/168

#### 핵융합로
다른 에너지 생산 수단과는 다르게, 핵융합로는 다른 자원, 즉 듀테륨을 소모해서 에너지를 생산한다. 핵융합로가 크면 클수록 보다 많은 양의 듀테륨을 이용해서 에너지를 생산하며, 그 에너지의 생산량은 에너지 공학의 연구로 늘릴 수 있다.
핵융합로의 에너지 생산량은 다음과 같다 :
30 * [핵융합로 레벨] * (1.05 + [에너지 공학 레벨] * 0.01) ^ [핵융합로 레벨]

### 달
오게임의 행성에는 달이 생성될 수 있다. 행성에 주둔하고 있던 함대나, 공격해온 상대방의 함대가 파괴될 경우 발생한 파편의 양에 따라서 달이 일정 확률로 생성되는데, 파편의 양이 많을수록 달이 생성될 확률도 커진다. 10만의 파편이 발생할 때마다 확률이 1% 증가하며, 확률은 20% 이상으로 올라가지 않는다. 20%의 확률로 생성된 달의 경우 8000km이상의 크기를 가지지만, 낮은 확률에서 생성된 달의 크기는 3000km부터 7000km까지 다양하다.
유저간의 합의 하에 함대를 보내서 달을 만들어 줄 수 있는데 일반적으로 달을 만들 때에는 전투기 1667대 혹은 순양함 112대를 쓴다. 이는 확률 20%를 충족하며 메탈의 비중이 비교적 높아 싼 값에 달을 만들 수 있기 때문이다. 달을 만들기 전에는 해당 우주의 GO(Game Operator)에게 반드시 신고해야만 한다.
달에는 '밀집 센서'라는 특수한 건물을 지을 수 있다. 이것으로 일정 거리(밀집 센서 레벨^2 - 1)의 범위 내에 있는 행성의 함대 이동 상황을 체크해 볼 수 있다. 한 번 스캔할 때마다 듀테륨 5,000을 소모하며, 스캔한 행성에 일어나는 공격, 운송, 배치등 모든 함대 이동상황을 확인할 수 있다. 또한 달에는 '점프게이트'라는 건물을 지을 수 있는데, 1시간에 1회에 한하여 자원을 소모하지 않고 함대를 다른 달의 점프게이트로 이동시킬 수 있다. 달은 '죽음의 별'을 이용하여 파괴할 수 있으며 달의 크기에 따라 달이 파괴될 확률이 달라진다.

### 전투 시스템
전투는 행성이나 달에서 벌어질 수 있다. 전투는 최대 6라운드까지 지속되는데, 각 라운드당 모든 유닛은 랜덤으로 목표물을 선택해서 1회 공격하게 된다. 만약 함선이 해당 목표에 대해서 속사량을 가지고 있다면 1회 이상의 공격을 할 수 도 있다. 또한 서로의 함대, 방어시설이 1% 이하의 데미지를 입혔을 시에는 1라운드에서 바로 전투가 종료된다. 한 라운드가 끝나면 모든 유닛의 보호막은 완벽히 회복된다.
함선이나 방어시설이 공격받은 경우, 먼저 보호막이 소진되며 보호막이 모두 소진된 후에는 장갑이 손상을 입게 된다. 만약 장갑이 30% 이상 손상된 경우 그 유닛은 파괴될 수 있으며 장갑이 모두 손상되면 100% 확률로 파괴된다. 함대의 경우 생산시 소비된 자원의 30%가 잔해지대에 자원의 형태로 남게 된다.

#### 속사량
어떤 함선이 추가 공격을 할지 여부는 그 함선이 공격 목표에 대해 속사량을 가지고 있는가에 달려 있다.
속사량과 재공격의 확률 사이의 관계는 {\displaystyle \textstyle {1-{\frac {1}{r}}}}이다.({\displaystyle r}은 속사량)
따라서 소형 화물선이 정찰기를 공격할 경우 {\displaystyle \textstyle {1-{\frac {1}{5}}={\frac {4}{5}}=80\%}}의 확률을 가진다.

### 함대
오게임은 기본적으로 전투 게임이므로, 함대는 게임 플레이에서 매우 중요하다. 함대를 이루는 함선은 자원 운송용 함선과 전투용 함선, 그리고 특수 용도 함선으로 나눌 수 있다.
자원 운송용 함선은 장갑과 보호막, 공격력이 약해 공격을 받을 경우 쉽게 파괴되지만 선적 공간이 크다. 자원 운송용 함선에는 소형 화물선, 대형 화물선 등이 있다.
전투용 함선은 비교적 강한 공격력을 가지고 있으며 보호막과 장갑 또한 강한 편이다. 하지만 함대가 파괴될 때 발생하는 자원 형태의 파편을 얻기 위해 공격 목표가 되기도 한다. 전투용 함선에는 전투기, 공격기, 구축함, 순양함, 폭격기, 전함, 순양전함, 죽음의 별 등이 있다.
특수용도 함선은 파편을 수거하는 수확선과 다른 행성을 정찰하는 무인 정찰기, 식민지를 건설하는 이민선 등이 있다.

#### 미션
오게임에서 함대를 보낼때 선택할 수 있는 미션은 다음과 같다.
- 운송 : 다른 행성으로 자원을 운송한다.
- 공격 : 타 유저의 행성이나 달을 공격한다.
- 정찰 : 타 유저의 행성이나 달을 정찰한다. 함대에 정찰기가 포함되어 있을 때에만 이 미션을 선택할 수 있다.
- 배치 : 자신의 다른 행성이나 달에 함대를 배치한다.
- 수확 : 잔해지대에 떠 있는 파편을 수확한다. 수확선이 포함되어야만이 이 미션을 선택할 수 있다.
- 식민 : 빈 행성에 식민지를 만든다. 이민선이 함대에 포함되어 있을 때에만 이 미션을 선택할 수 있다.
- 원정 : 외우주를 탐사하여 자원이나 함대, 암흑물질, 또는 상인을 얻는다. 목표 행성의 좌표 가장 끝이 16으로 설정되어 있어야 한다.(ex:1:100:16) 하지만 불의의 사건으로 함대의 귀환시간이 늦춰지거나 외계인과의 전투가 일어날 수 있으며 최악의 경우 블랙홀에 빨려 들어갈 수 도 있다. 이 미션을 선택하기 위해서는 원정 기술을 연구해야 한다.
- 파괴 : 타 유저의 달을 파괴한다. 죽음의 별이 포함되어야만 이 미션을 선택할 수 있다.

만약 해당 서버가 ACS(Alliance Combat System, 연합 전투 시스템)를 지원한다면 아래 미션을 추가로 선택할 수 있다.
- 연합 공격 : 최대 5명의 유저가 같은 행성을 동시에 공격한다. 아군의 함대와 도착시간이 30%이상 차이가 나면 연합 공격을 할 수 없다. (ex. 1시간 거리의 행성을 공격할 때, 그 행성에 함대를 보내는 데 1시간 18분 이상 걸리는 사람은 연합 공격을 할 수 없다.)
- 연합 방어 : 최대 5명의 유저가 같은 행성을 동시에 방어한다. 이 미션을 선택할 때 해당 행성에서 몇시간을 머무를지 선택할 수 있으며 듀테륨이 추가로 소비된다. 지정된 시간 이상을 머무르기 위해서는 해당 행성에 우군보급기지가 건설되어 있어야 하며, 이 역시 듀테륨이 소비된다.

### 방어시설
방어시설은 행성이나 달에 건설되며, 행성이 공격받을 경우 적 함대를 공격한다. 방어시설은 함대와는 달리 파괴되어도 파편이 생기지 않으며, 전투가 끝난 후 파괴된 방어시설은 70% 확률로 수리가 된다. 방어시설은 함대공격에 대해서 피속사량을 갖는다.

#### IPM과 ABM
플레이어는 다른 행성의 방어시설을 공격하기 위해 행성간 미사일(IPM)을 사용할 수 있다. 행성간 미사일은 목표 행성의 방어시설을 파괴하며, IPM을 통해 파괴된 방어시설은 복구되지 않는다. 방어시설을 IPM으로부터 보호하기 위해 미사일 사일로에서 탄도 요격 미사일(ABM)을 만들 수 있다. ABM은 100%의 확률로 IPM을 요격하는데, 예를 들어 10기의 ABM이 있으면 10기의 IPM을 요격할 수 있다.

### 연구
연구는 연구소를 통해 진행되며 비교적 많은 양의 자원과 시간을 필요로 한다. 어떤 연구의 레벨을 한 단계 업그레이드하기 위해서는 이전 레벨에서보다 두 배의 자원과 두 배의 시간을 필요로 한다.
'정탐 기술'이나 '컴퓨터 공학', '무기 공학' 등의 연구는 업그레이드를 할 때마다 직접적인 효과가 있고, '초공간 기술', '레이저 공학', '이온 공학', '플라즈마 공학', '중력자 기술'은 직접적인 효과는 없지만 다른 연구의 진행을 위해 필요하다.
- 에너지 공학은 12레벨, 레이저 공학은 12레벨, 이온 공학은 5레벨, 플라즈마 공학은 7레벨, 초공간 기술은 8레벨, 은하간 연구망은 8레벨, 중력자 기술은 1레벨을 초과하여 올려도 점수의 상승이외에 아무 이득을 얻지 못한다.

에너지 공학의 레벨이 올라갈수록 핵융합로의 효율이 높아진다.

### 동맹
동맹은 유저들이 모인 집단으로, 친목도모나 유저 보호등 여러 목적을 가지고 있다. 일반적으로 동맹에 가입할 경우 자원 지원, 정탐 정보, 연합 공격/방어 등 플레이에 도움이 되는 여러 가지 혜택을 받을 수 있다.
동맹을 창설하는 데에는 제한이 없으며, 동맹간에 선전포고를 통해 전쟁을 할 수 있다. 선전포고를 할 경우 집중공격 제한을 받지 않게된다.

### 유료 기능
아래 기능들은 암흑 물질을 통해 구입할 수 있다. 1주일 사용에 암흑물질 10000이 필요하며, 3개월(12주)을 사용하려면 암흑물질 100,000이 필요하다. 신용카드, 페이팔 등을 통해 결제가 가능하다.
- 사령관

사령관 기능을 사용하게 되면 건물 건설을 예약할 수 있게되고 '제국 보기'메뉴가 추가된다. 또한 '은하 보기'를 통해 다양한 함대 미션을 수행할 수 있다. 함대의 구성을 저장해 사용할 수도 있고, 오게임 내의 광고도 제거된다.
- 함대 제독

함대 제독은 최대 함대 슬롯을 2개 늘려준다.
- 엔지니어

엔지니어를 사용하게 되면 전투시 방어시설의 손실이 절반으로 줄어들고 에너지의 생산량이 10% 향상된다.
- 지질 학자

지질 학자를 사용할 경우 광업소의 생산 능력이 10% 향상된다.
- 전문 기술자

전문 기술자를 사용할 경우 정탐 레벨이 2레벨 늘어나며 연구시간이 25% 단축된다.
- 상인

상인은 한 자원을 다른 자원으로 교환해 주는 역할을 한다. 거래 비율은 3:2:1을 기준으로 약간씩 변동된다. 상인은 일회용이며, 한 번 부를 때마다 2,500 암흑물질이 필요하다. 상인은 원정 미션을 통해 얻을 수도 있다.

## 이용약관 논란
게임포지 AG의 약관에는 이용자에 불리하다고 판단될 수 있는 조항들이 포함되어 있다. 대표적으로 이용자는 유료 서비스의 결제에 대한 환불을 요청할 수 없다.
(4) 환불
사용자는 회원 자격이 Gameforge에 의해 종료되었으며 사용자가 조항 및 조건, 게임/게시판 규칙 및 해당 법률의 위반으로 종료를 유발하지 않았더라도, 환불을 요청할 권리를 가지지는 않습니다.

## 같이 보기
- 부족전쟁
- 웹게임